# Chrysler House
El Chrysler House o Dime Savings Building es un rascacielos histórico de 23 pisos y 99 m ubicado en el 719 Griswold Street en el Downtown de Detroit, Míchigan. El edificio de oficinas de clase A está adyacente al Penobscot en el corazón del Distrito Financiero. La torre fue diseñada en el estilo arquitectónico neoclásico por Daniel Burnham.

## Historia
El edificio fue construido entre 1912 y 1913 y conocido durante muchos años como el Dime Building. Más tarde se renombró el Commonwealth Building. Se convirtió en Dime Building nuevamente en 2002, antes de ser renombrado en 2012.
Fue el edificio más alto de Detroit hasta que el Book-Cadillac se completó en 1924.
Durante varios años hasta 1983, el edificio albergó la sede del Banco de la Commonwealth hasta que el banco se fusionó con Comerica. En 2002, se completó una renovación de 40 millones de dólares.
En agosto de 2011, el fundador de Quicken Loans, Dan Gilbert, compró el edificio junto con los con los cercanos The Qube, First National Building y Wright-Kay Building.
El 30 de abril de 2012, se anunció que Chrysler trasladará su Centro de negocios Great Lakes y algunas oficinas ejecutivas a los dos pisos superiores del edificio. Como parte del contrato de arrendamiento, el edificio fue renombrado para la compañía.

## Arquitectura
La estructura con marco de acero está revestida con ladrillo blanco esmaltado y molduras de terracota. La característica más distintiva es el patio central de luces que comienza en el tercer piso y crea un plano en forma de U en los pisos superiores de la oficina.
Esta característica se puede ver en una versión anterior en el Miner's National Bank Building de Burnham, completado en 1911 en el centro de Wilkes-Barre, Pensilvania. El Miner's National Bank es un diseño similar, pero de menor escala, con la sala bancaria principal en el espacio debajo de la cancha de luz y presentando una claraboya grande. Una expansión posterior del edificio alteró la forma de U de los pisos superiores.
En una renovación posterior, los dos pisos inferiores fueron revestidos con granito gris y se eliminó un frontón sobre la entrada central y la cornisa.

## Galería

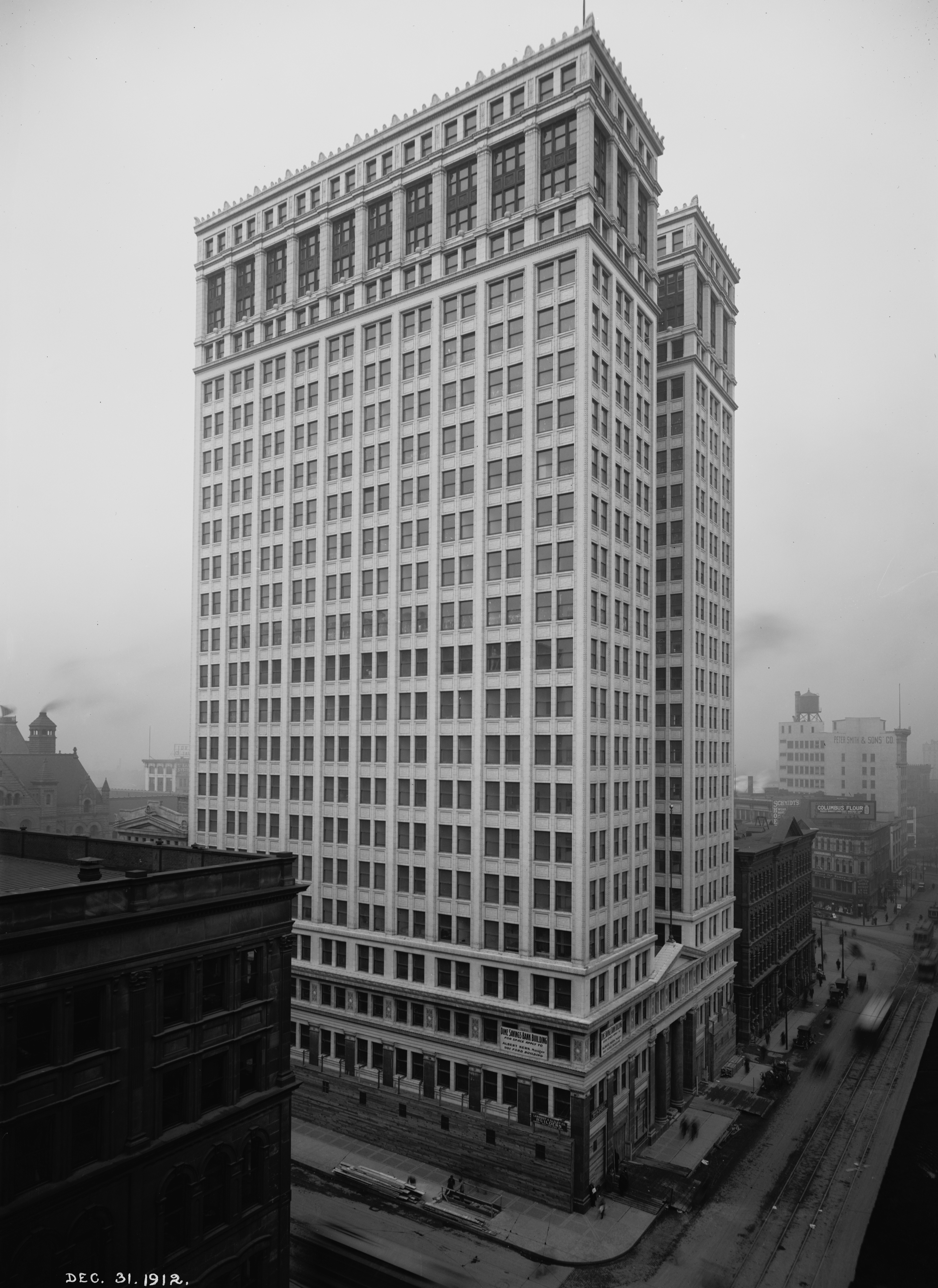
en 1912
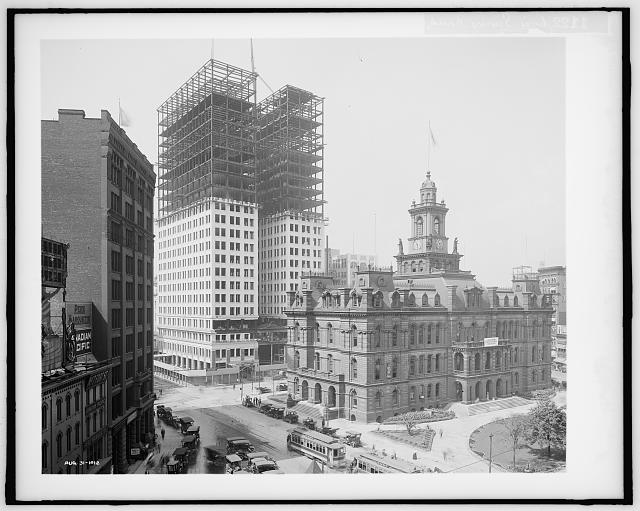
La obra desde el Campus Martius
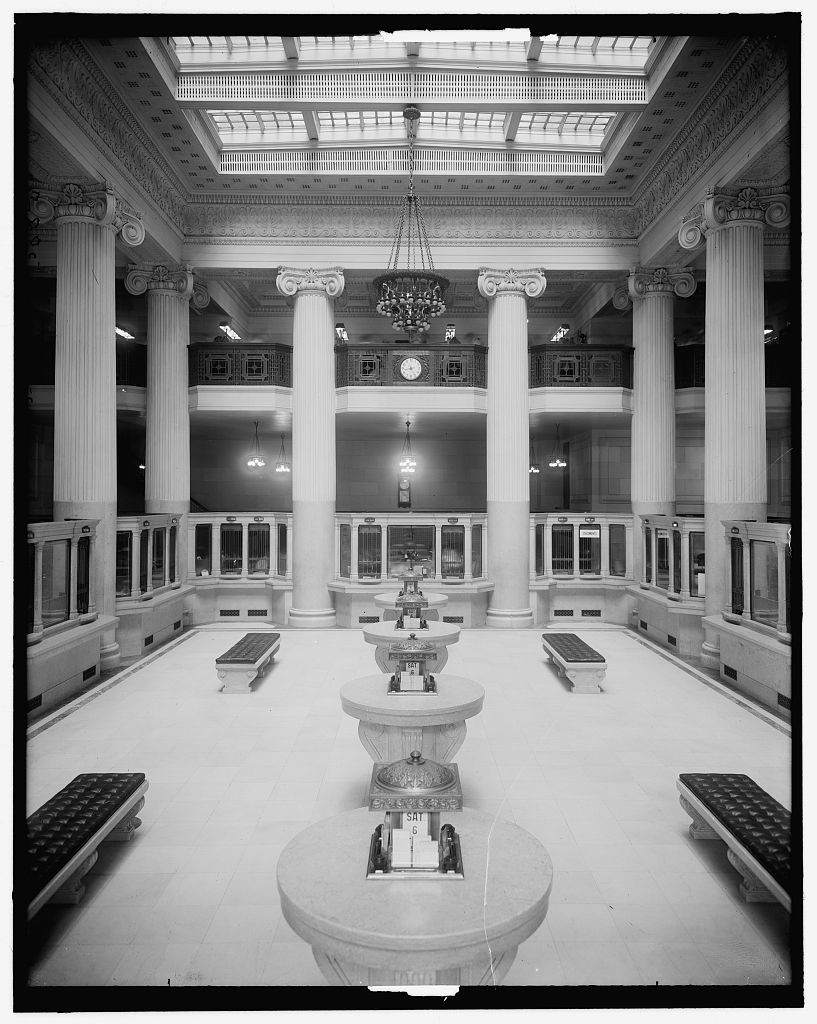
Peristilo
En una tarjeta postal
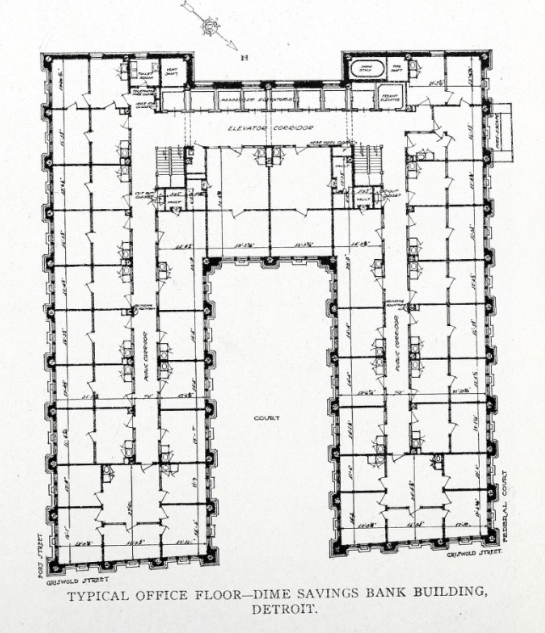
Plan de un piso estándar
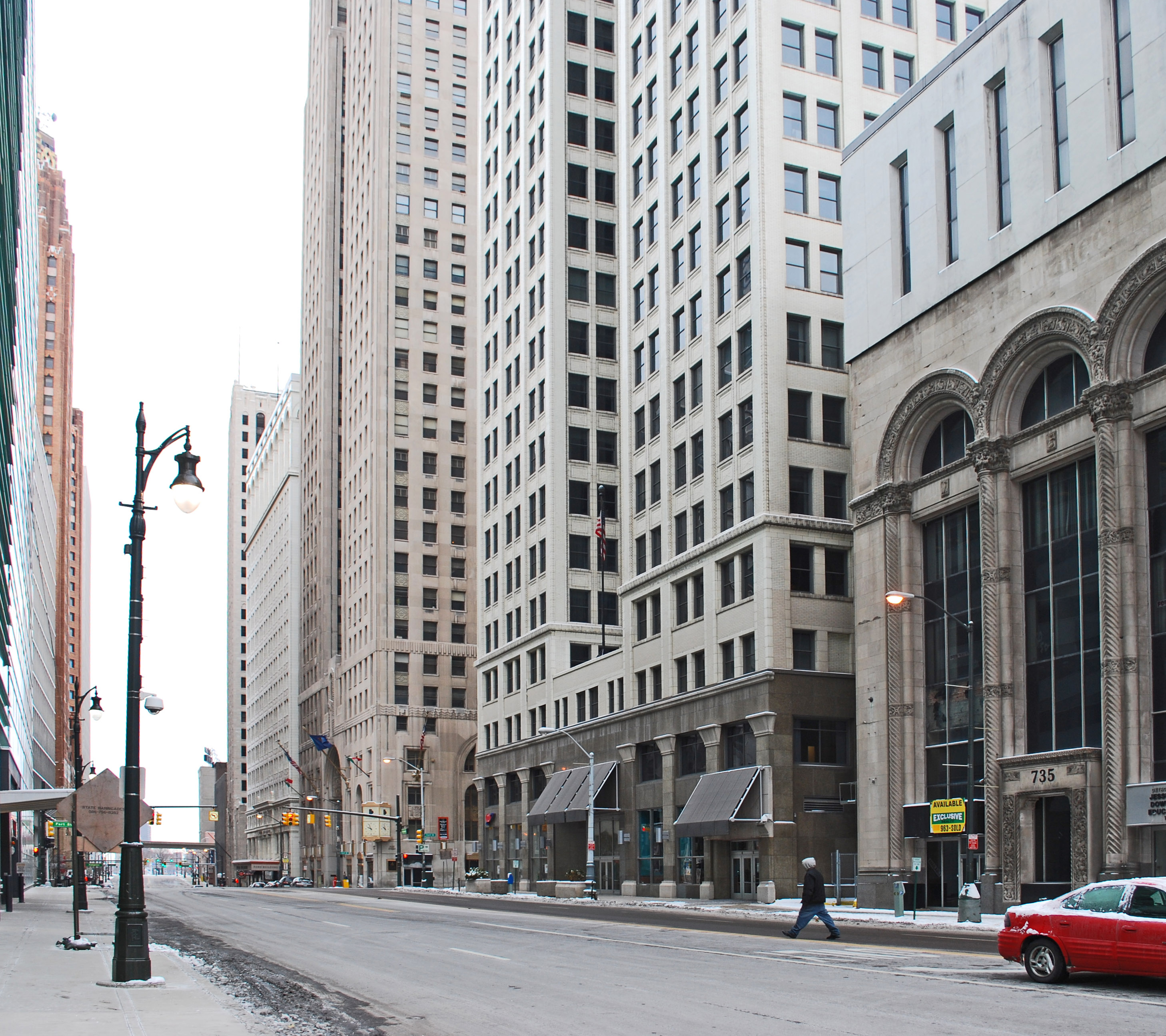
En la calle Griswold del Distrito Financiero
Bóvedas de depósitos
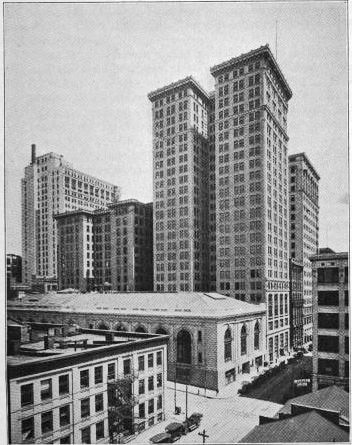
En 1922